# Дюкен, Авраам

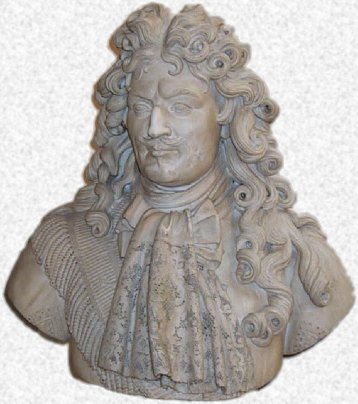

Авраам Дюкен (также Абраам, Абрахам), маркиз дю Буше (фр. Abraham Duquesne, marquis du Bouchet; 1610 — 2 февраля 1688) — лейтенант-генерал (вице-адмирал) французского флота, один из величайших морских героев Франции.

## Биография
С раннего детства начал изучение морского дела под руководством своего отца. Уже в 16 лет был помощником на его корвете «Petit-Saint-Andre».
С 1635 года командовал корветом «Neptune» и в 1637 году отличился на нём в сражении с испанцами при островах Лерен. В том же году в сражении с испанцами был убит отец Дюкена, и это событие положило начало непримиримой ненависти Дюкена к испанцам. Обстоятельства благоприятствовали этому, поскольку между Францией и Испанией началась длительная, 24-летняя война (1635—1659).
В 1638 году принял деятельное участие в истреблении испанского флота (14 кораблей и 4 фрегата) в сражении в бухте Гаттари и поджёг флагманский корабль, тем самым быстро решив исход битвы.
В 1639 году участвовал во взятии Ларедо. Едва оправившись от тяжёлого ранения, снова принял участие в боях против испанцев: в 1641 году — при взятии 5 кораблей в бухте Роза и боях у Таррагоны, в 1643 году — в ряде сражений у Барселоны, причём Дюкеном было захвачено и уничтожено несколько неприятельских кораблей. В сражении у мыса Гат (3 сентября) снова был ранен.
Со смертью Ришельё в 1642 году французский флот снова стал приходить в упадок. В 1644 году Дюкен перешёл на шведскую службу и командовал кораблём «Regina», на котором участвовал в сражении при острове Фемарн под командованием шведского адмирала Врангеля. Произведённый в вице-адмиралы Шведского флота, в 1645 году, после заключения мира между Данией и Швецией, вернулся во Францию и в том же году принял участие в осаде Таррагоны.
В 1646 году в составе эскадры маркиза де Майе-Брезе участвовал в сражении при Таламоне (Италия, Тоскана, см. битва при Орбетелло), где был ранен. Со смертью маркиза де Майе-Брезе в том сражении дезорганизация французского флота только усилилась, и в 1653 году, когда вспыхнуло восстание в Бордо, дошло до того, что правительству с трудом удалось собрать эскадру из 20 малых военных судов, которая и была направлена под командованием герцога де Вандома к устью реки Жиронда. Эта эскадра оказалась не в состоянии подавить восстание и оказать противодействие испанскому флоту, стремившемуся поддержать восстание (см. Битва при Бордо). Тогда Дюкен на свои средства снарядил несколько кораблей, с которыми отправился к устью Жиронды. На пути он был встречен английской эскадрой. На требование спустить флаг Дюкен ответил: «Французский флаг не испытает такого позора, пока я охраняю его, пусть дело решают пушки». Состоялся бой, и английская эскадра, несмотря на своё превосходство, была вынуждена отступить. Восстание в Бордо было подавлено, и королева за эту заслугу подарила Дюкену остров и замок Эндр в Бретани.
Однако, несмотря на крупные боевые заслуги, повышение Дюкена в чинах шло очень медленно: в 1647 году он был произведён в начальники Дюнкирхенской эскадры, а в 1667 году, то есть только через 20 лет, получил чин лейтенант-генерала. Причина заключалась в том, что Дюкен был гугенотом. Подписанный в 1659 году мир с Испанией приостановил на 13 лет боевую деятельность Дюкена, который использовал это время для пополнения своих и без того неплохих познаний в морском деле. Посещая морские арсеналы и гавани, Дюкен способствовал быстрому возрождению французского флота, начавшегося при Кольбере.

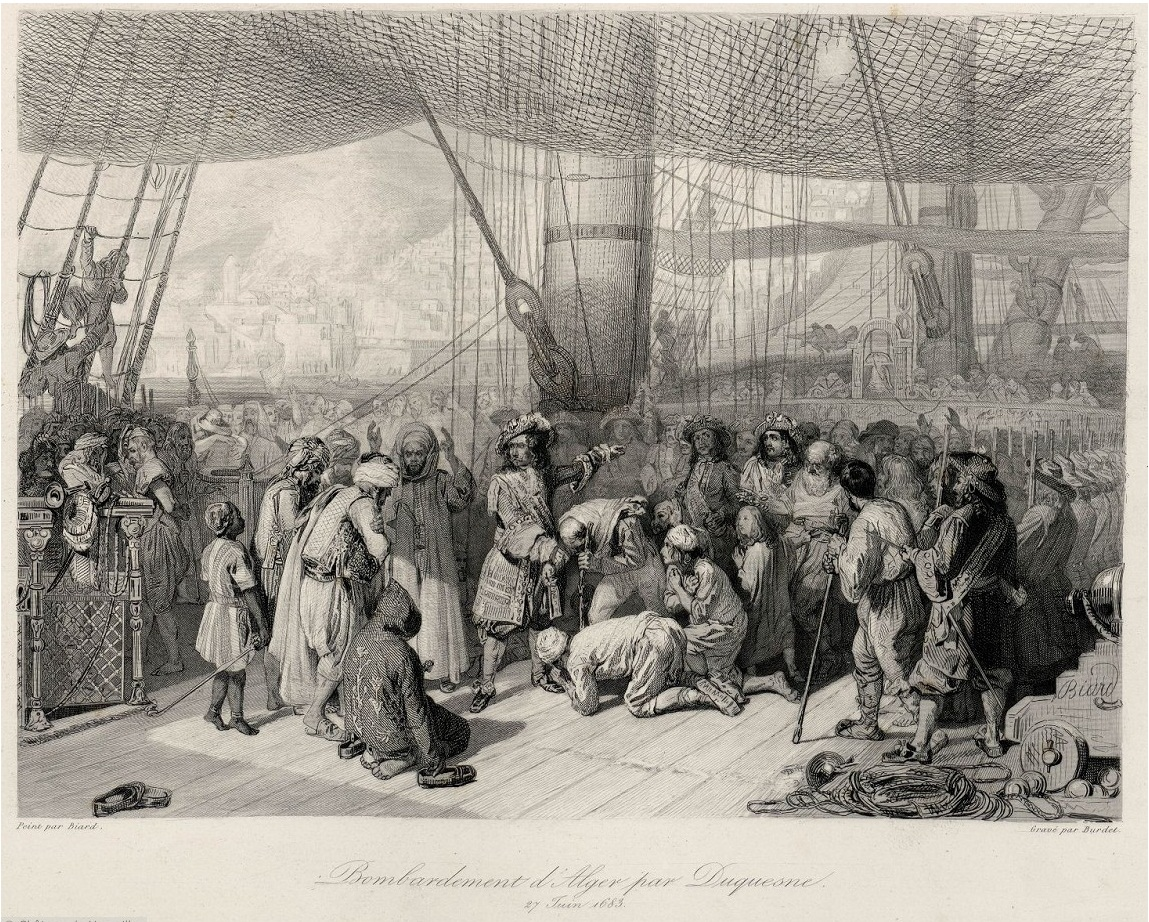
Авраам Дюкен освобождает пленников-христиан в Алжире, 1683

В то же время Дюкен не упускал случая принять участие в боевых действиях, и под началом герцога де Бофора вёл в Средиземном море борьбу против алжирских и триполитанских пиратов, представлявших в то время значительную морскую силу.
Во время 3-й англо-голландской войны принимал участие в нескольких сражениях, но Дюкену не давали самостоятельности, назначая командование лишь частью французских сил, составлявших авангард союзного флота. В 1674 году Англия заключила мир, и Франция осталось одна в войне с Голландией, заключившей союз с Испанией. В это время в Мессине вспыхнуло восстание против испанского правительства, и Людовик XIV решил поддержать его.
В 1675 году Дюкен с эскадрой направился к Сицилии. Командование эскадрой было поручено маршалу Вивонну, но на деле командующим был Дюкен. 11 февраля у берегов Сицилии произошло столкновение французского флота (8 кораблей) с испанским (20 кораблей и 17 галер). Дюкен мужественно отражал атаки, пока из Мессины не подоспела на помощь эскадра Вальбеля. Тогда Дюкен перешёл в наступление и принудил испанцев отступить.
В августе того же года взял Агосту (Сицилия), а затем с большей частью флота ушёл в Тулон, чтобы укрепить эскадру и доставить в Мессину подкрепления и продовольствие. В это время на Средиземном море появилась голландская эскадра под командованием великого де Рюйтера, прибывшего на полгода для усиления испанцев. Голландская эскадра стала крейсировать у Липарских островов. Капитану проходившего мимо английского корабля на вопрос, что он здесь делает, де Рюйтер заявил: «Я жду здесь храброго Дюкена».
8 января 1676 года произошла первая встреча двух эскадр. У Дюкена было 20 кораблей, у де Рюйтера — 24. Оба находились в кордебаталии. Адмиральские суда Дюкена и де Рюйтера сошлись между собой и после продолжительной артиллерийской борьбы союзная голландско-испанская эскадра была вынуждена отступить. де Рюйтер приписывал победу себе, хотя и признавал, что ему ещё никогда не приходилось бывать в столь жарком деле. Однако несомненно, что стратегическая победа принадлежала Дюкену, поскольку де Рюйтер не смог тому помешать соединиться с эскадрой, оставшейся в Мессине.
Второе сражение Дюкена и де Рюйтера произошло у Агосты. В эскадре Дюкена было 33 корабля и 8 брандеров, в союзной эскадре де Рюйтера — 29 кораблей, 10 галер и 4 брандера. Дюкен находился в кордебаталии, де Рюйтер — в авангарде. Рюйтер первым начал сражение, обрушившись на французский авангард под командованием д’Альмейраса. Французы стойко выдерживали атаки де Рюйтера, но смерть д’Альмейраса, убитого ядром, поколебала их стойкость. В то же время к авангарду подоспел Дюкен, и снова между адмиральскими кораблями началась ожесточённая артиллерийская дуэль. Серьёзная рана, полученная в бою де Рюйтером, вызвала смятение в голландском флоте и повела к отступлению всего флота, который укрылся в Палермской бухте. Через неделю де Рюйтер от полученных ранений скончался, а 2 июня Дюкен участвовал в экспедиции к Палермо, где было уничтожено на рейде 9 союзных голландских и испанских кораблей. Разгром союзной эскадры надолго обеспечил господство французского флота в Средиземном море.
На обратном пути во Францию Дюкен встретил фрегат «Concordia», отвозивший домой останки де Рюйтера, и захватил его, но узнав о миссии корабля, отпустил его и отдал салютом честь своему великому противнику. Желая не отставать по благородству от своего адмирала, Людовик XIV приказал дать свободный пропуск «Concordia» в Голландию и салютовать ей в каждом французском порту, мимо которого она проходила, и всё это несмотря на то, что де Рюйтер был протестантом.
Однако Дюкену король не мог простить его протестантства. На приёме в Версале Людовик XIV недвусмысленно сказал Дюкену, что протестантство мешает стать последнему вице-адмиралом и маршалом Франции, несмотря на военные заслуги. На что Дюкен ответил: «Ваше величество, я протестант, но заслуги мои перед Францией — истинно католические». Напрасно Кольбер уговаривал Дюкена отказаться от протестантизма, указывая на пример Тюренна, — тот оставался непоколебимым.
Последующая боевая деятельность Дюкена заключалась в борьбе против алжирских и триполитанских пиратов (1681—1683). Причём в 1682 и 1683 году для бомбардировки Алжира Дюкен впервые применил незадолго перед тем изобретённые Пти-Рено (Bernard Renaud, dit le Petit-Renaud) бомбардирские галиоты (мортирные лодки). Сразу поняв их важное значение, Дюкен, несмотря на недоверие, с которым были встречены эти суда, и неудачные первые опыты, настоял на их введении во французском флоте. Бомбардировкой 1683 года Алжир был почти совершенно разрушен, и Дюкену удалось освободить несколько сот французских рабов.
Последним боевым делом Дюкена была бомбардировка Генуи в 1684 году.
Конец жизни Дюкена был омрачён отменой Нантского эдикта в 1685 году, с которой все протестанты изгонялись из Франции. Хотя из всех протестантов Франции Дюкену было позволено остаться, это исключение не распространилось на его сыновей. Сам Дюкен не смог долго вынести разлуку с родными и близкими и умер 2 февраля 1688 года. Как протестанту, ему было отказано в почётном погребении. Напрасно его сын ходатайствовал из Швейцарии о выдачи тела отца — ему было отказано даже в этом. Возмущённый сын над пустой гробницей, приготовленной для тела отца, оставил такую надпись в стихах:

Эта могила ожидает останков Дюкена. Имя его известно на всех морях. Прохожий, ты спросишь, почему голландцы воздвигли памятник Рюйтеру, а французы отказали в погребении победителю Рюйтера… Боязнь и уважение к монарху, власть которого распространяется далеко, запрещают мне отвечать.

## Память
- В 1844 году в Дьепе был воздвигнут памятник Дюкену.
- Имя Дюкена носил ряд военных кораблей ВМС Франции (см. список в Английской Википедии).